# Карина, Магда
Магдалена Карина Таламантес Дескалсо, более известная как Магда Карина (исп. Magdalena Karina Talamantes Descalzo, mas conocido como Magda Karina) (27 июля 1966, Мехико, Мексика) — мексиканская актриса театра и кино.

## Биография
Родилась 27 июля 1966 года (по другим данным в 1969 году) в Мехико в семье мексиканской актрисы Карины Дюпрес, бабушка — выдающаяся актриса Магда Гусман (1931-2015). В мексиканском кинематографе дебютировала в 1982 году и с тех пор снялась в 17 работах в кино и телесериалах, также сыграла роли в ряде значимых театральных постановок.

## Фильмография

### Теленовеллы
- Enamorándome de Ramón (2017) .... Reyna
- La sombra del pasado (2014-2015) .... Teresina "Tere"
- La mujer del Vendaval (2012-2013) .... Sagrario Aldama de Reyna
- Dos hogares (2011-2012) .... Aura
- Cuando me enamoro (2010-2011) .... Blanca Ocampo
- Mi pecado (2009) .... Delfina "Fina" Solís
- Alborada (2005) .... Sara de Oviedo (joven)
- Rencor apasionado (1998) .... Marina Rangel
- Los hijos de nadie (1997) .... Yolanda
- La antorcha encendida (1996) .... Brígida Almonte
- Canción de amor (1996) .... Jessica
- Valeria y Maximiliano (1991-1992) .... Nydia Ramos
- Ничья любовь (1990-1991) .... Elisa Hernández
- El cristal empañado (1989) .... Luisa
- Dos vidas (1988) .... Eloísa
- Дикая Роза (1987-1988) .... Angélica
- Cuna de lobos (1987) .... Lucero Espejel
- Cicatrices del alma (1986-1987) .... Graciela
- Guadalupe (1984) .... Rosario "Chayo" Pereyra
- Amalia Batista (1983-1984) .... Iris
- Déjame vivir (1982) .... Mercedes

### Многосезонные ситкомы
- Роза Гваделупе (с 2008-н. в.; снялась в 2011 году) .... Rosalba / Aurora / Mirta (3 episodios)
- Женщина, случаи из реальной жизни (1985-2007; снялась в период 1994-1996) (2 episodios)

## Театральные работы
- La Duda
- La casa de Bernarda Alba
- Преступление и наказание
- ¡Ah, Soledad!
- El soldadito de plomo